# Nokia 3510i
Il Nokia 3510i è un telefono cellulare prodotto dall'azienda finlandese Nokia e messo in commercio a fine 2002 come evoluzione del Nokia 3510.

## Caratteristiche tecniche[2]
- Dimensioni: 118 x 49,6 x 17,1 mm;
- Massa: 106 g;
- Batteria agli ioni di litio da 950 mAh (BLC-2);
- Display: CSTN, 96 x 65 pixel, 4096 colori;
- Memorizzazione fino a 200 numeri in rubrica, 20 chiamate effettuate, 10 ricevute e 10 perse;
- Browser WAP 1.2.1;
- Orologio, sveglia, cronometro, calcolatrice, convertitore, screensaver con orologio, sfondi;
- Durata batteria in conversazione: 2 ore e 20 minuti;
- Durata batteria in standby: 260 ore (11 giorni).